# Палата господ (Пруссия)
Палата господ (Preußisches Herrenhaus) — верхняя палата Прусских земских штатов в 1848-1920 гг.
Прусская палата господ состояла из:
- принцев королевского дома;
- 169 членов, назначавшихся королём, из них 
  - 48 назначались по предложению городских собраний представителей таких городов как
    - в провинции Восточная Пруссия — Мемель, Кёнигсберг;
    - в провинции Западная Пруссия — Данциг, Эльбинг, Торн, Грауденц;
    - в провинции Позен — Бромберг, Глогау, Позен;
    - в провинции Померания — Штеттин, Штральзунд, Грайфсвальд;
    - в провинции Силезия — Бреслау, Гёрлиц, Лигниц;
    - в провинции Бранденбург — Франкфурт-на-Одере, Потсдам, Бранденбург-на-Хафеле, Берлин, Шарлоттенбург;
    - в провинции Саксония — Хальберштадт, Магдебург, Нордхаузен, Эрфурт, Мюльхаузен, Галле;
    - в провинции Ганновер — Оснабрюк, Хильдесхайм, Ганновер;
    - в провинции Шлезвиг-Гольштейн — Альтона, Киль, Фленсбург;
    - в провинции Вестфалия — Минден, Дортмунд, Билефельд, Бохум, Дуйсбург, Мюнстер;
    - в Рейнской провинции — Кобленц, Кёльн, Дюссельдорф, Бармен, Реклингхаузен, Трир, Эльберфельд, Бонн, Аахен, Эссен, Крефельд;
    - в провинции Гессен-Нассау — Франкфурт-на-Майне, Висбаден, Кассель.

  - 9 — по предложению университетов;
  - 8 — по предложению провинциальных союзов рыцарей и графов, а именно
    - Союза графов Восточной и Западной Пруссии (Grafenverband Ost- und Westpreußen);
    - Союза графов Позена (Grafenverband Prov. Posen);
    - Союза графов Померания (Grafenverband Provinz Pommern);
    - Союза графов Силезии (Grafenverband Schlesien);
    - Союза графов Бранденбурга (Grafenverband Brandenburg);
    - Союза графов Саксонии (Grafenverband Sachsen);
    - Союза графов Вестфалии (Grafenverband Westfalen);
    - Союза графов Рейнской провинции (Grafenverband Rheinprovinz);

  - 96 — по предложению ландшафтств, таких как:
    - в провинции Восточная Пруссия — «Литва», «Мазуры», «Земланд и Ратанген», «Эрмланд», «Оберланд»;
    - в провинции Западная Пруссия — «Кульмерланд», «Южное Поморье», «Мариенбургская земля», «Северное Поморье»;
    - в провинции Бранденбург — «Миттельмарк», «Уккермарк», «Пригниц», «Ноймарк», «Нижние Лужицы с Котбусом», «Альтмарк»;
    - в провинции Померания — «Лауэнбург-Бютов», «Герцогство Вендов», «Герцогство Кашубов», «Каммин и Задняя Померания», «Герцогство Штеттин», «Новая Передняя Померания и Рюген»;
    - в провинции Силезия — «Верхние Лужицы», «Княжество Глогау и Герцогство Саган», «Княжества Лигниц и Волау», «Княжества Швайдниц и Йауэр», «Княжество Мюнстерберг и Графство Глац», «Княжество Ёльс», «Княжества Бреслау и Бриг», «Княжество Найссе-Шпротау», «Княжество Оппельн», «Княжество Ратибор»;
    - в провинции Позен — «Округ Нетц», «Гнезен», «Позен», «Мезериц», «Фрауштадт», «Кротошин»;
    - в провинции Саксония — «Герцогство Магдебург», «Княжество Хальберштадт и Графство Вергнигероде», «Графство Мансфельд и Район Зааль», «Верхняя Саксония», «Восточная Тюрингия», «Западная Тюрингия», «Кихсфельд-Хохенштайн»;
    - в провинции Вестфалия — «Княжество Минден и Графство Рафенсберг», «Падерборн и Миденбрук», «Мюнстерланд», «Графство Марк, «Вестфалия»;
    - в Рейнская провинция — «Клеве-Гельдерн», «Нижний Берг и Нижний Юлих», «Верхний Берг и Верхний Юлих», «Западный Юлих», «Верхний Рейн», «Мозельланд»[1]
- 98 наследственных членов из прежних владетельных родов и дворянских фамилий[2], среди которых
  - герцоги фон Аренберг, фон Крой,  фон Ратибор, фон Шлезвиг-Гольштейн-Зондербург;
  - князья цу Бентхайм-Штайнфурт,  цу Бенхайм-Штайнфурт-Реда, фон Бисмарк, фон Вальштатт, Ойленбург, фон Фюрстенберг, фон Хатцфельд, князья фон Доннерсмарк, цу Хохенлоэ-Эринген, фон Гогенцоллерн-Хехинген, фон Гогенцоллерн-Зигмаринген, фон Иннхаузен-Книпхаузен, фон Лихновски, цу Мюнстер-Дернебург, фон Плесс, цу Путбус, фон Райна-Вольбек, цу Сальм-Хорстмар, цу Сальм-Сальм, цу Райфершайдт, цу Сайн-Витгенштайн-Берлебург, Сайн-Витгенштайн-Сайн, Зулковски, цу Сайн-Витгенштайн-Гогенштейн,  цу Штольберг-Россла, цу Штольберг-Штольберг,  цу Штольберг-Вернигероде,  фон Турн-и-Таксис, цу Вид, цу Изенбург-Бюдинген, цу Гогенлоэ-Ингельфинген, цу Шёнайх-Каролат,  цу Шёнбург-Вальденбург;
  - графы фон Арним,  фон Ассебург-Фалькенштайн, фон Беллештрем, фон Бер-Негенданк, фон Бохольц, фон Брюль, фон Бургхаус, фон дем Бушше-Иппенбург-Кессель, фон Дёнхоф, фон Дона-Финкенштайн, Дона-Райхертсвальде, фон Дона-Шлобиттен, фон Дона-Шлодиен, фон Дирн, фон Финкенштейн, фон Фюртенберг-Хердринген, фон Харденберг, фон Хувальд,  фон Хуттен-Царпски, Кейзерлингк-Раутенбург, фон Ландсберг-Фелен-Гемен, цю Линар,  фон Мальцан,  фон Мольтке, фон Опперсдорф, фон Бургхаусс, фон Рацински, фон Редерн,  фон Райхенбах-Гошютц, фон Роон,  фон Сандрецки, Сфон еер-Тросс, фон Скорцевски, цу Зольмс-Барут, цу Зольмс-Браунфельс, цу Зольмс-Гогензольмс-Лих цу Зольмс-Лаубах, цу Зольмс-Рудольхайм, цу Зольмс-Зонненвальде, фон Шафгоч,  фон Шлибен,  фон Шуленбург-Либерозе, фон Тацановски,  фон Тиле-Винклер,  фон Ведель,  фон Вертерн-Байхлинген, цу Дона-Лаук, фон Гессен-Филиппсталь, фон Кёнигсмарк, графы фон Шверин, графы фон Альфенслебен, графы фон дер Грёбен;
  - бароны цу Айзенбах,  цу Каролат-Бойтен, фон Гутцмеров,  фон Штайнберг, фон Вестфален-Фюрстенберг.